# Tanya (album)
Tanya è un album pubblicato nel 2002 da Tanya Tucker sulla sua etichetta Tuckertime e Capitol Nashville.
Il singolo A Memory Like I'm Gonna Be ha raggiunto la posizione 34 del Billboard Country. Altre canzoni degne di nota includono Old Weakness (Coming On Strong) (un singolo Country Billboard # 49 minore), I Can Live Without You (But Not Very Long) e I Can Do That. L'album ha raggiunto la posizione numero 39 nella classifica degli album country.
Due dei brani di questo album - Old Weakness (Coming On Strong) e Over My Shoulder - sono stati originariamente registrati da Patty Loveless nel suo album del 1994 When Fallen Angels Fly. La precedente canzone è stata registrata anche da Delbert McClinton e Greg Holland.
Dandogli tre stelle su cinque, Jonathan Widran di Allmusic ha detto nella sua recensione, "Tucker sembra, come sempre, esperto in quasi ogni grande storia e groove d'acciaio con la chitarra che le si presentano."

## Tracce
1. Old Weakness (Coming On Strong) – 3:34 (Gary Nicholson, Bob DiPiero)
2. Oh What a Love – 3:27 (Jerry Laseter, Hank Cochran)
3. Over My Shoulder – 3:57 (Marcus Hummon, Roger Murrah)
4. A Memory Like I'm Gonna Be – 3:10 (Laseter, Murrah)
5. We Had It All – 4:12 (Laseter, Kerry Kurt Phillips)
6. I Can Live Without You (But Not Very Long) – 3:44 (Laseter, Phillips)
7. I Still Hear Your Voice – 2:40 (Gary Burr, Beth Hooker)
8. Borrowed Wings – 3:59 (Pat Terry, Murrah)
9. 1010 Whippoorwill Lane – 3:08 (Laseter, Phillips)
10. Should'a Thought About That – 3:58 (Tanya Tucker, Laseter, Phillips)
11. I Can Do That – 3:35 (Laseter, Earl Clark, David Stewart)
12. Waitin' for the Sun – 3:30 (Monty Criswell, Murrah)